# Devět kruhů pekla
Devět kruhů pekla (khmersky Norouk Pramboun Chaon) je československo-kambodžský film z roku 1987 na motivy tragických událostí pod vládou polpotovských Rudých Khmerů. Ústředním motivem se stává genocida kambodžského obyvatelstva líčená prostřednictvím osudů mezinárodního manželského páru. Český lékař Tomáš (Milan Kňažko) a jeho manželka tanečnice Khema (Oum Savanny) jsou od sebe brzy po svatbě odloučeni.

## Děj
Lékař se po příletu do Kambodže zamiluje nejen do země, ale i do místní tanečnice Khemy. Přes nevraživost budoucího švagra Chivanema se ožení a čekají dítě. Bratr se stává polpotovcem a mizí v džungli. Když na jaře roku 1975 Rudí Khmerové obsazují Phnompenh, tak jsou manželé odloučeni.
Počáteční radost z vítězství revoluce se brzy mění, následují represe, popravy a přesídlování obyvatelstva na venkov. Když po třech letech vítězí Vietnam nad polpotovci, tak se lékař vrací do Kambodže, aby hledal svoji ženu. Před očima se mu tak zjevuje obraz země plný hrůz, také se konečně od přeživších dozvídá o osudech manželky Khemy a malého dítěte.

## Zajímavosti
Název Devět kruhů pekla se vztahuje k dílu Božská komedie od Danta Alighieriho. Dílo má tři základní části – Peklo, Očistec a Ráj. Právě děj Pekla je rozdělen na devět kruhů utrpení a Alighieri jej umístil na Zemi.
Film vznikl na základě kulturní dohody mezi Kambodžou a Československem z 19. listopadu 1980 o kulturní spolupráci zemí.